# Olena Ronzhyna
Olena Ivanivna Ronzhyna –en ucraniano, Олена Іванівна Ронжина– (Kamianské, URSS, 18 de noviembre de 1970) es una deportista ucraniana que compitió en remo.
Participó en cuatro Juegos Olímpicos de Verano, entre los años 1992 y 2004, obteniendo una medalla de plata en Atlanta 1996, en la prueba de cuatro scull, y el cuarto lugar en Sídney 2000, en la misma prueba.
Ganó tres medallas en el Campeonato Mundial de Remo entre los años 1994 y 1999.

## Palmarés internacional
| Juegos Olímpicos   | Juegos Olímpicos              | Juegos Olímpicos  | Juegos Olímpicos |
| Año                | Lugar                         | Medalla           | Prueba           |
| ------------------ | ----------------------------- | ----------------- | ---------------- |
| 1996               | Atlanta (Estados Unidos)      | Medalla de plata  | Cuatro scull     |
| Campeonato Mundial |                               |                   |                  |
| Año                | Lugar                         | Medalla           | Prueba           |
| 1994               | Indianápolis (Estados Unidos) | Medalla de bronce | Cuatro scull     |
| 1997               | Aiguebelette (Francia)        | Medalla de bronce | Cuatro scull     |
| 1999               | St. Catharines (Canadá)       | Medalla de plata  | Cuatro scull     |